# أوليغ سالينكو
أوليغ أناتوليفيتش سالينكو (الروسية: Саленко, Олег Анатольевич) هو لاعب كرة قدم روسي سابق من مواليد 25 أكتوبر1969 في لينينغراد كان هداف كأس العالم لكرة القدم 1994 برصيد ستة أهداف ونال اللقب مناصفة مع خريستو ستويتشكوف، وكان قد سجل رقماً قياسياً في نفس البطولة بعد أن سجل خمسة أهداف في مباراة واحدة وكانت في مرمى المنتخب الكاميروني إضافة إلى هدف سابق سجله ضد السويد من ركلة جزاء.
من الغريب أنه لم يسجل في أي مباراة دولية مع منتخب روسيا الأول سوى الأهداف الستة التي سجلها في كأس العالم، ولم يشترك بعد مباراة الكاميرون في أية مباراة دولية.

## مسيرته الكروية
لعب سالينكو مع أندية عدة، منها زينيت لينينغراد ودينامو كييف ولوغرونس وكوردوبا ونادي فالنسيا ونادي رينجرز واستنابولسبور.
و قد لعب 9 مباريات مع منتخب روسيا لكرة القدم وسجل سبعة أهداف، وقد أنهى سالينكو مسيرته الكروية مبكرا بسبب نصائح طبية، وفي موسم 2000/2001 وقع مع نادي بوغون سزسزيكن البولندي، ولكنه لعب مباراة واحدة، وظهر عليه زيادة الوزن مما أدى إلى اعتزاله كرة القدم.